# 津上潤也
津上 潤也（つがみ じゅんや、1981年6月8日 - ）は、日本のソングライター。美少女ゲーム制作会社アイオーのプロデューサー、ディレクター。

## 概要
福岡県福岡市出身。美少女ゲームのプロデューサー、ディレクター。またゲームライターとして、企画原案、シナリオ等も手掛ける。音楽ユニットi.oのメンバー。幾つかの名義で活動している。

## 経歴
2004年有限会社AKABEiSOFTへ広報スタッフとして入社。退社後、2005年に有限会社アイオーを設立。
作曲家として音楽制作会社ロデオドライヴに2007年より所属。2008年6月退所後はフリーランスの作家として活動。

## 作品

### ゲーム
- ドコのドナタの感情経路（ホビボックス/ad:lib）
- アオリオ（ホビボックス/ad:lib）
- ボクラはピアチェーレ（ad:lib）
- StarTRain-your past makes your future-（PrincessSoft）
- 絶対幸せ宣言!（eighthnote）
- StarTRain（mixedup）
- 夏空少女（mixedup）
- A profile（mixedup）

### CD
シングル
- アオリオボーカルコレクション/i.o（作詞・作曲・編曲/ホビボックス）
- TearMail/i.o feat.月子（作詞・作曲/ランティス）発売日未定
- ボクラはピアチェーレボーカルコレクション/i.o（作詞・作曲・編曲/ホビボックス）
- StarTRain-your past makes your future-/i.o feat.月子（作詞・作曲/ランティス）
- CRAZY FOR LOVE/carezza（作詞/エイベックス・エンタテインメント）
- mixed up confusion/i.o.sound feat.月子（作詞・作曲・編曲/インディーズ）
- memories for us./i.o.sound feat.月子（作詞・作曲・編曲/インディーズ）
- StarTRain/i.o.sound（作詞・作曲・編曲/インディーズ）

他
- memories for us -2nd love style-StarTRain Image Song/i.o（作詞・作曲/mixedup）
- D.C.II P.S.ボーカルアルバム /美郷あき（作曲/ランティス）
- hear I am（「さよならの向こう側で」） /美郷あき（作曲/ランティス）
- TOKYO AUTO SALON 2008 presents EVOLUTION#04/A-Class（作詞/エイベックス・エンタテインメント）
- 絶対幸せ宣言サウンドトラック/mi:cs、月子（作詞・作曲・編曲/eighthnote）
- StarTRain　サウンドトラック（作詞・作曲・編曲/mixedup）
- WinterMix vol.4/mi:cs feat.月子（作詞・作曲・編曲/とらのあな）
- 新宿レガシィサウンドトラック/落合祐里香、留桜良姫（作曲・編曲/GWAVE）
- A profile　サウンドトラック（作詞・作曲・編曲/mixedup）
- birthdeparture（作詞・作曲・編曲/mixedup）

### BGM
商業
- アオリオ（ad:lib）
- ボクラはピアチェーレ（ad:lib）
- StarTRain-your past makes your future-（PrincessSoft）
- 絶対幸せ宣言っ!（eighthnote）
- LoversColection（Tiaramode）
- StarTRain（mixedup）
- キミとスタディ（Primavera）
- 夏空少女（mixedup）

同人
- A profile（mixedup）

### 他
同人
- 愛することは生きていくこと（作詞・作曲・編曲/「愛することは生きていくこと」inspire）
- revive（作詞・作曲・編曲/「アザゼル」AkabeiSoft）